# Crataegus jonesae
Crataegus jonesae är en rosväxtart som beskrevs av Charles Sprague Sargent. Crataegus jonesae ingår i Hagtornssläktet som ingår i familjen rosväxter. Utöver nominatformen finns också underarten C. j. jonesae.